# Palais Schönborn-Batthyány
Le palais Schönborn-Batthyány est un bâtiment baroque avec un mobilier partiellement rococo situé dans l'Innere Stadt de Vienne, également connu comme palais Schönborn, pour le distinguer du « Gartenpalais Schönborn » situé dans le quartier de Leopoldstadt. 

## Histoire
Le palais actuel remonte au ban de Croatie, le Feldmarschall grave Ádám Batthyány (de). En 1698, il acquit la propriété, y compris le Schleglhof, propriété qui avait initialement appartenu à Johann Gasser ou à la famille de son épouse, puis est passée en possession de Michael Graf Sinzendorf.  
Après la démolition d'une grande partie du Schleglhof, le palais actuel a été construit de 1699 à 1706 selon les plans de Johann Bernhard Fischer von Erlach. Le comte Batthyány a chargé le maître tailleur de pierre viennois Johann Carl Trumler de réaliser la maçonnerie dans la cage d'escalier du palais "selon le dessin défini par M. Fischer", les pièces en pierre dure ont été fournies par le maître Johann Georg Haresleben de Kaisersteinbruch (de), qui a principalement réalisé l'escalier et les pièces architecturales de soutien en Kaiserstein (de).  
Vers 1740, il devint la propriété de Frédéric-Charles von Schönborn. Sous sa direction, l'intérieur du bâtiment a été repensé et meublé avec des meubles et des peintures du palais du jardin de Schönborn à Alservorstadt, qui appartenait également aux Schönborn. En 1801, toutes les collections ont été transférées du palais d'été vers ce palais urbain. Parmi les peintures, il y avait entre autres L'Aveuglement de Samson de Rembrandt. La précieuse bibliothèque contenait environ 18 000 volumes. En 1846, il y eut une rénovation complète. Au début du vingtième siècle, la plupart des trésors artistiques du palais ont été vendus. Le palais a été gravement endommagé pendant la Seconde Guerre mondiale, mais il a été restauré en 1960. Les décorations rococo de l'époque de Schönborn sont encore conservées dans les salles représentatives du premier étage. La façade est riche en décorations figuratives. Le bâtiment appartient toujours à la lignée autrichienne des Schönborn de Weyerburg et Göllersdorf, mais est en partie loué. 
Depuis 2016, la galerie viennoise et new-yorkaise W & K (Wienerroither & Kohlbacher) présente l'art contemporain au bel étage, avec des expositions monographiques de Ross Bleckner, Günter Brus, Kurt Kocherscheidt, Elke Silvia Krystufek, Heinz Mack, Günther Uecker, Max Weiler...

## Liens web
- Histoire et photos du palais sur planet-vienna.com
- Photos du palais sur ArtServe (Australian National University)
- Vue intérieure du palais et visite virtuelle d'une exposition d'art (consulté le 27 septembre 2016)

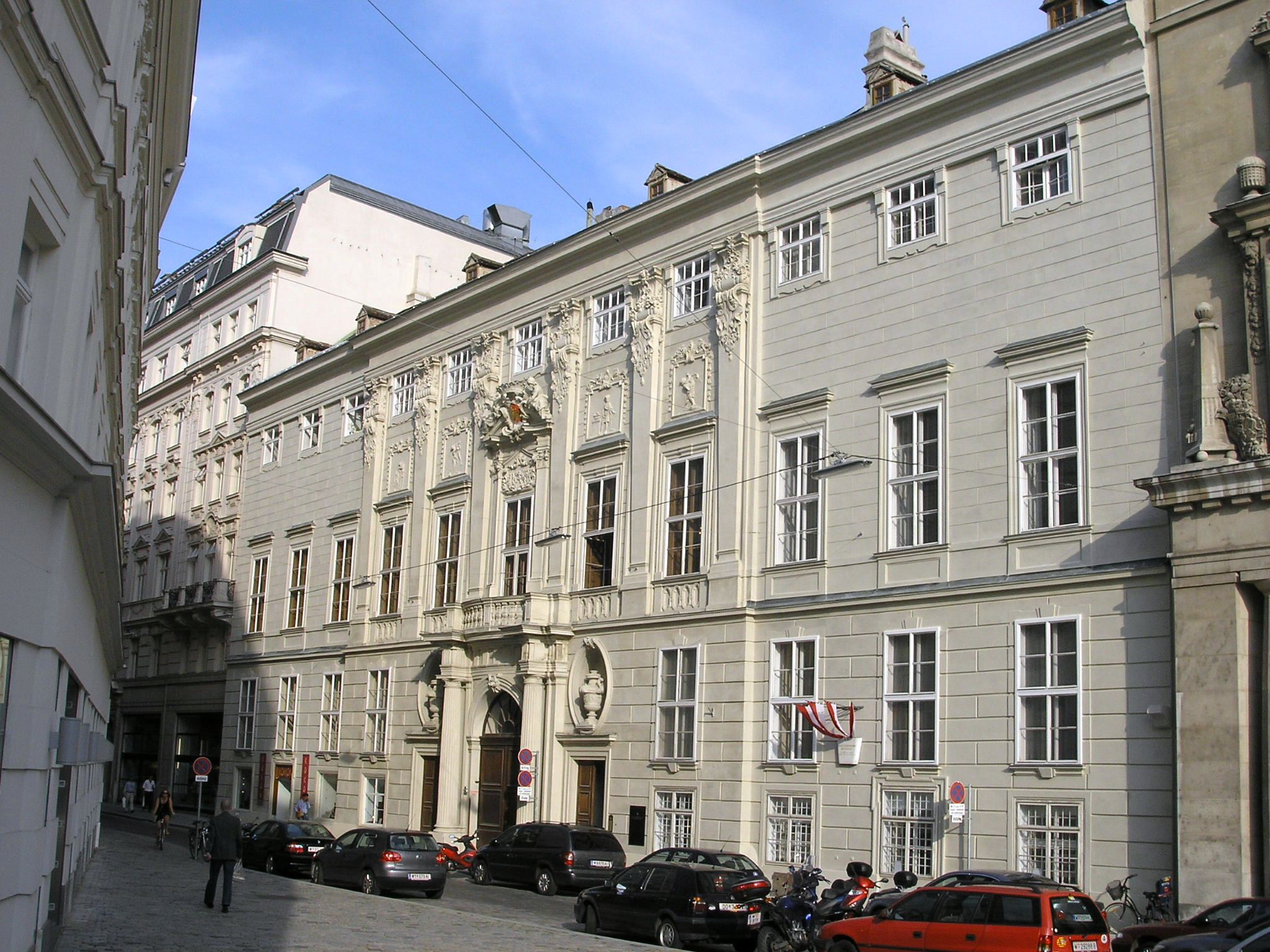
Palais Schönborn-Batthyány
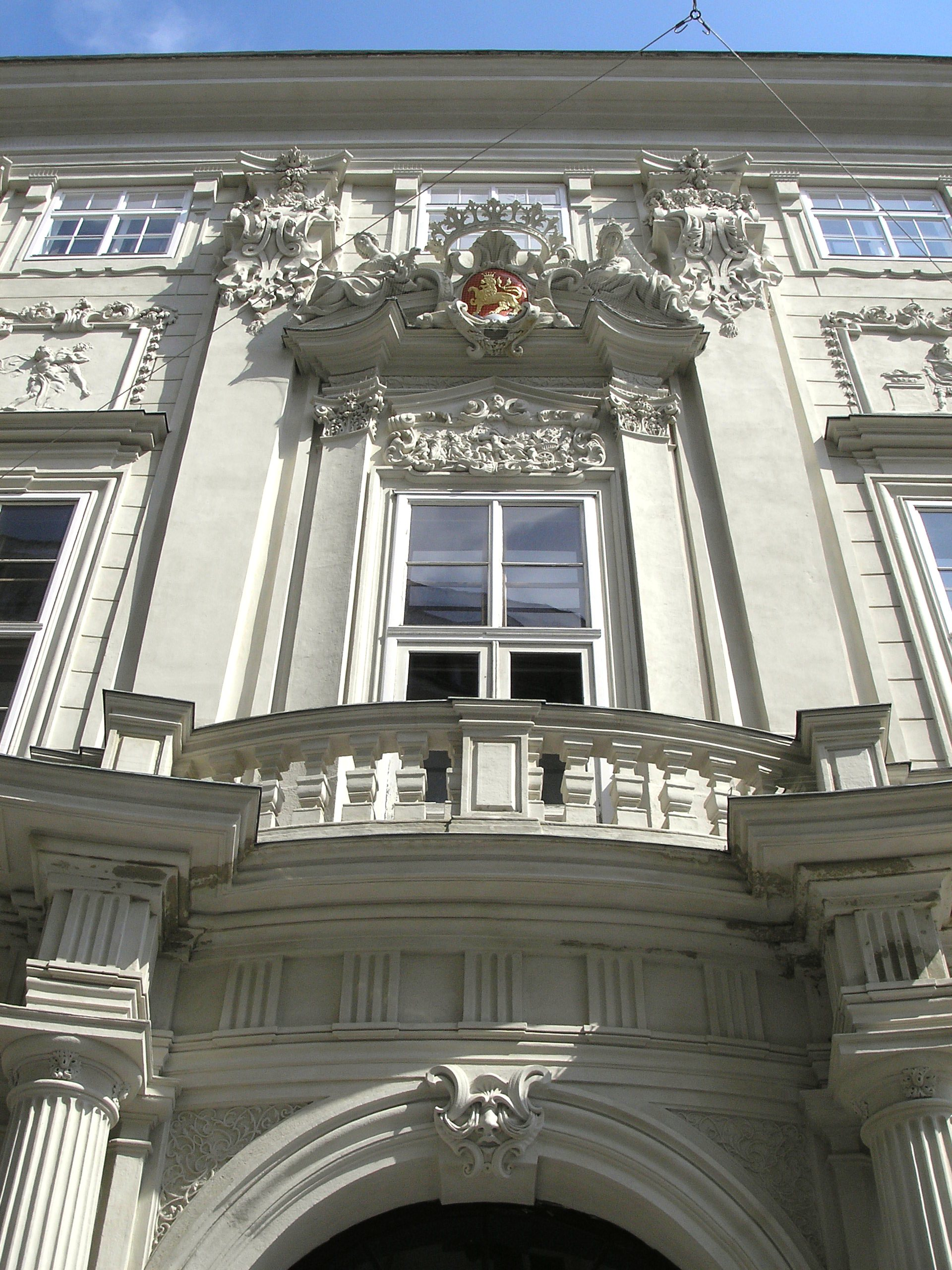
Détail de la façade côté rue
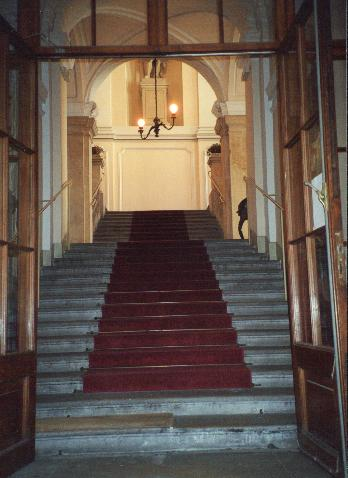
Grand escalier du Palais Batthyany-Schönborn

## Source de traduction
- (de) Cet article est partiellement ou en totalité issu de l’article de Wikipédia en allemand intitulé « Palais Schönborn-Batthyány » (voir la liste des auteurs).